# Lucky Thompson
Eli Thompson, connu sous le nom de "Lucky" Thompson, est un saxophoniste de jazz américain né le 16 juin 1924 à Columbia, Michigan, États-Unis et décédé le 30 juillet 2005 de la maladie d'Alzheimer.

## Biographie
Lucky Thompson débute au sein d'un groupe vocal avant d'intégrer, en tant que saxophoniste ténor, les Bama State Collegians puis le grand orchestre de Lionel Hampton en 1943. À New York, il se produit dans les clubs de la 42nd Street aux côtés de Billy Eckstine, Erroll Garner et Slam Stewart avant de rejoindre les rangs du big band de Count Basie (1944-1945). Il quitte l'orchestre pour se fixer en Californie, où il dirige diverses formations, généralement en accompagnement de vocalistes, et enregistre et se produit au sein du groupe de Dizzy Gillespie lors de la première visite du trompettiste sur la Côte Ouest.
Jusqu'en 1956, il se partage entre la direction de ses propres formations et des séjours, généralement assez courts, auprès de différents leaders : Boyd Raeburn, Count Basie à nouveau (1951), Thelonious Monk, le temps d'un enregistrement… De 1956 à 1962, il séjourne à Paris et enregistre tant avec les musiciens locaux (Martial Solal, Guy Lafitte) qu'avec les américains de passage (Bud Powell). À son retour aux États-Unis en 1962, il adopte le saxophone soprano. Il enregistrera de nombreux albums jusqu'en 1972, année où il semble abandonner la pratique musicale pour enseigner à la Dartmouth University avant de disparaître totalement.
En 1982, le magazine américain Cadence retrouve sa trace, en Caroline du Sud. Lucky Thompson disparaît ensuite à nouveau et, selon Johnny Griffin et Kenny Washington, est sans domicile fixe à Seattle, Washington, au début des années 1990. Au cours des années qui suivront, son décès est annoncé à plusieurs reprises.

## Style
Lucky Thompson est un instrumentiste singulier et inclassable. S'il appartient clairement à l'école de Don Byas, son jeu présente un modernisme intermédiaire qui tranche tant avec le swing de l'orchestre de Count Basie qu'avec le bebop de Dizzy Gillespie et désoriente les critiques de l'époque qui, ne parvenant pas à le classer dans une catégorie définie, ont tendance à le sous-estimer.
Au soprano, il a su se détacher tant de l'influence de Sidney Bechet que de celle de John Coltrane, et son jeu sur cet instrument n'est pas sans évoquer celui de Lester Young à la clarinette. Au tout début des années 1980, son vieil ami Milt Jackson lui propose de produire un album dont il serait le producteur, lui laissant la maîtrise totale de l'enregistrement, depuis le choix des musiciens jusqu'à la post-production, mais Lucky Thompson refuse, usé et dégoûté par le music-business.

## Discographie

### En tant que leader
- Accent On Tenor  (Urania, 1954; re-sorti par Fresh Sound)
- Tricotism (Impulse, 1956)
- Lucky Thompson Featuring Oscar Pettiford (ABC-Paramount, 1956)
- Lucky Thompson with Dave Pochonet All Stars (Club français du disque, 1956)
- Brown Rose  (Xanadu Records, 1956)
- Lucky Thompson Featuring Oscar Pettiford - Vol. II (ABC-Paramount, 1957)
- Lord, Lord, Am I Ever Gonna Know?  (Candid, 1961)
- Lucky Thompson,  chez Society Associeted Recordings Company, London 1963 (SOC 920)
- Lucky Thompson Plays Jerome Kern and No More (Moodsville, 1963)
- Lucky Strikes (Prestige, 1964)
- Lucky Thompson Plays Happy Days Are Here Again  (Prestige, 1965)
- Lucky is Back! (Rivoli, 1965)
- Body & Soul  (Nessa Records, 1970)
- Goodbye Yesterday (Groove Merchant, 1972)
- Paris Blue, avec Sammy Price (Concord Jazz, 2000)
- Modern Jazz Group  (EmArcy, pas de date)
- Home Comin' (2003)

### En tant que sideman
Avec Oscar Pettiford
- O.P. Big Band: Deep Passion (GRP, 1956–57) avec Tommy Flanagan, David Amram, Julius Watkins, David Kurtzer, Jerome Richardson, Osie Johnson, Gigi Gryce, Lucky Thompson, Art Farmer, Danny Bank, Jimmy Cleveland, Ernie Royal, Janet Putnam u.a.
- The Oscar Pettiford Orchestra in Hi-Fi, Vol. 1 (1956) & Vol. 2 (1957) avec Tommy Flanagan, David Amram, Ed London, Art Farmer, Gigi Gryce, Betty Glamamm, Jimmy Cleveland, Osie Johnson, Danny Bank, Jerome Richardson, Lucky Thompson, Ernie Royal.

Avec Art Blakey
- Soul Finger (Limelight, 1965)

Avec Dizzy Gillespie
- Afro (Norgran, 1954)
- Dizzy and Strings (Norgran, 1954)

Avec Milt Jackson
- Meet Milt Jackson (Savoy, 1956)
- Roll 'Em Bags (Savoy, 1956)
- Jackson'sville (MG-12080 Savoy, 1956)
- Ballads & Blues (Atlantic, 1956)
- The Jazz Skyline (Savoy, 1956)
- Plenty, Plenty Soul (Atlantic, 1957)

Avec Thelonious Monk
- Genius of Modern Music: Volume 2 (Blue Note, 1952)

Avec Stan Kenton
- Cuban Fire! (Capitol, 1956)

Avec Dinah Washington
- Mellow Mama, 1945, Apollo Records (1944) recordings (Delmark Records, 1992)